# Гондурасско-мексиканские отношения
Гондурасско-мексиканские отношения —  двусторонние дипломатические отношения между Гондурасом и Мексикой. 

## История
Гондурас и Мексика имеют общую историю: обе страны были колонизированы испанцами и входили в состав Испанской империи. В 1821 году Гондурас вошёл в состав Первой мексиканской империи, а в 1823 году присоединился к Соединённым провинциям Центральной Америки. После его роспуска в 1838 году Гондурас стал независимым государством.
В 1879 году Гондурас и Мексика установили дипломатические отношения. В 1908 году страны открыли дипломатические миссии в столицах друг друга, а также подписали Договор о дружбе, торговле и навигации. В 1943 году дипломатические миссии были повышены до статуса посольств. 
Мексика активно участвовала во внутренних гондурасских делах во время ранней истории этой страны, которая включала в себя: государственный переворот, военное правление, вмешательство США и войны с соседними странами. В 1969 году Гондурас вступил в Футбольную войну с Сальвадором,  которую Мексика пыталась остановить дипломатическими методами. В июне 2009 года президент Гондураса Мануэль Селайя был свергнут в результате государственного переворота и прибыл в соседнюю Коста-Рику. После этих событий Мексика временно разорвала дипломатические отношения с Гондурасом. В июле 2010 года отношения были восстановлены.

## Миграция
В течение нескольких десятилетий Мексика являлась транзитной страной для тысяч гондурасских мигрантов, которые пересекали страну на пути в Соединённые Штаты Америки. Многие гондурасские мигранты стремятся попасть в Соединенные Штаты для достижения более высокого уровня жизни или пытаясь скрыться от зашкаливающего уровня преступности в стране, особенно исходящего от группировки Mara Salvatrucha. В 2014 году Мексика депортировала более 33000 гондурасских мигрантов.
Как правительства Гондураса, так и Мексики активизировали взаимное сотрудничество для оказания правовой и гуманитарной помощи гондурасским мигрантам и борьбе с торговлей людьми, а также с насилием в отношении мигрантов в Мексике. Обе страны также решили бороться с присутствием мексиканских наркокартелей в Гондурасе. В 2010 году в Мексике проживало 10991 граждан Гондураса.

## Экономические отношения
В 2001 году Мексика и Гондурас (наряду с Гватемалой и Сальвадором) подписали Соглашение о свободной торговле. В январе 2013 года к Соглашение о свободной торговле присоединились Коста-Рика и Никарагуа. В 2014 году объём товарооборота между Гондурасом и Мексикой составил сумму 996 млн. долларов США.